# Claterna gracillodina
Claterna gracillodina là một loài bướm đêm trong họ Noctuidae.